# Неве-Пинхас
Неве-Пинхас (ивр. נווה-פנחס‎) — самаритянский квартал города Холон. Расположен на юго-востоке города, между промышленной зоной и кварталом Кирьят-Шарет. Квартал был основан в 1950-х годах, по инициативе президента Израиля Ицхака Бен-Цви. В настоящее время (2006) население квартала составляет около 300 человек, подавляющее большинство — самаритяне (есть также несколько самаритянских семей, проживающих в других кварталах Холона, например Кирьят-Шарет).
Квартал Неве-Пинхас фактически состоит из одной улицы Бен-Амрам, названой в честь Моисея (сына Амрама) — единственного пророка, почитаемого самаритянами. В квартале имеются две самаритянские синагоги и институт по изучению самаритянской религии.